# YURA YURA
「YURA YURA」（ユラ ユラ）は、WANDSの楽曲である。2021年11月3日にD-GOから通算19枚目のシングルとして発売され、カップリングとして「MILLION MILES AWAY」と「Jumpin' Jack Boy」の第5期バージョンが収録されている。読売テレビ・日本テレビ系アニメ『名探偵コナン』のオープニングテーマで、バラード、ロック、ダンスビートの要素が詰め込まれた楽曲となっている。
シングル『YURA YURA』は、オリコン週間シングルランキングで最高位9位、Billboard Japan Top Singles Salesで最高位11位を獲得した。

## 背景とリリース
2021年9月11日、シングル『YURA YURA』が11月3日に発売されることが決定し、表題曲「YURA YURA」が読売テレビ・日本テレビ系アニメ『名探偵コナン』のオープニングテーマとして2021年10月2日より放送開始となることが合わせて発表された。WANDSの楽曲が同作のテーマソングとして使用されるのは、「真っ赤なLip」以来2作目となる。
シングルは名探偵コナン盤と通常盤の2形態で、名探偵コナン盤のジャケットには『名探偵コナン』の工藤新一と毛利蘭の描き下ろしイラストが、アニメの各シーンと共に描かれている。シングルのカップリングとして、名探偵コナン盤には「MILLION MILES AWAY」の現メンバーによる再録バージョンと「YURA YURA」のテレビサイズバージョン、通常盤には「Jumpin' Jack Boy」の現メンバーによる再録バージョンが収録された。また、初回生産分は「YURA YURA」のミュージック・ビデオのメイキング映像を視聴するためのシリアルナンバーが封入された。
2021年10月16日に「YURA YURA」のミュージック・ビデオが公開された。

## 制作

### 曲の様式
柴崎曰く「タイアップの時は通常3曲ぐらい提出して先方に選んでもらう」という手法が取られており、「YURA YURA」はその中の1曲であった。かねてより存在していた楽曲であったが、アレンジは『名探偵コナン』に合わせて少し変更されている。
柴崎は「バラードとロックと踊れるリズムが合わさったようなイメージ」が自身の中にあったとし、「そこからイントロでキメを作ってみたり。頭のサビはもう少し長かったんですが、短くして全体的に派手な感じにしてみました」と語り、「気持ちいいノリを出そうとドラムやベースは気を遣った」としている。上原は、デモ音源を聴いてときから「めちゃカッコいい」と思ったとし、「『名探偵コナン』に合いそうだなと思いました。候補が何曲かあった中で、いちばん“コナン”っぽいイメージだなって」と語っている。
柴崎は、今回、アレンジでいちばん変わった点について「真ん中の英詞のセクション」とし、上原は英詞のボーカルのバックにギターソロをかぶせるといったアイデアがあったことを明かしている。プロデューサーからの提案もあり、幾度か試した結果、ボーカルとギターソロは分けることとなった。ギターサウンドではワウやディストーションが使用されていて、ギターソロはコーラスエフェクトを使って弾いている。
英詞のセクション後のエレクトリックピアノとボーカルのみのセクションのメロディは上原による提案で、「最初は頭の部分と同じメロディだったんですが、楽器がガーッと盛り上がるから歌も盛り上げたいなって」と語っている。柴崎は、上原について「曲中のいいタイミングで必要なことをやってくれる」と評し、ディレクターからの反応を引き合いに「いいフックになりました」と語っている。

### 歌詞
歌詞は、最初のワンコーラスと途中の英詞の部分が先に書かれた。デモ音源を聴いて「大人っぽい印象を受けた」ということから、社会人の背中を押すような内容となっている。歌詞に込めた想いについて、上原はかつて新宿に週5日でバイトに通っていたことに触れ、「毎日行っていると考えなくてもいいことを考えたりして、煮詰まってたんですよね。コンクリートだらけの街って精神衛生上よくないなって。そういうことを思い出して書きました」と語っている。
タイトルの「YURA YURA」について、上原はサビを書いた時からアルファベットにしていたことについて触れ、「自ずとこれしかないな」と語っている。

### カップリング曲
名探偵コナン盤には「MILLION MILES AWAY」、通常盤には「Jumpin' Jack Boy」の再録バージョンが収録されている。
「MILLION MILES AWAY」のセルフカバーは、柴崎の提案によるもので、「木村くんの曲でもあり、『カバーしてほしい』というファンの意見をよく目にしていた」と語っている。柴崎によるとカバーするにあたって「ここを変えたい」とは特に思わなかったとし、基本のアレンジをそのままに、音の質感を今の時代に合うように変えたと語っている。ピアノは打ち込みとなっているが、ライブで掛け合いしているイメージと柴崎は語り、「本当は木村くんに鍵盤アレンジをしてほしかったんですけど、休養することが決まっていたのでかなわなかった」「イメージとしてはキーボードをフィーチャリングしたサウンドにしたかった」と付け加えている。上原は歌に上杉昇の葛藤や魂を感じるとし、「そういう曲は他にもあるんですけど、この曲は特にそう感じたんです。今の俺が歌うのはエンターテインメントとしてはいいんですが…かなり悩みましたね。重かったです」と語っている。
「Jumpin' Jack Boy」は、配信ライブで演奏した楽曲の1つで、柴崎によるとオリジナル曲のサウンドやアレンジに当時の時代性が強く反映されていることから、カバーアレンジは迷ったとのこと。その結果、イントロは全く違うフレーズに変わり、オリジナルのイントロはアウトロに流用された。

## 受容
シングル『YURA YURA』は、発売初週で6,695枚の売上を記録し、2021年11月15日付のオリコン週間シングルランキングで初登場9位を獲得。同日付のBillboard Japan Top Singles Salesでは、5,564枚の売上により初登場11位を獲得した。2021年11月度オリコン月間シングルランキングでは、7,601枚の売上を記録して第35位を獲得した。
令和3年アニソン大賞のユーザー投票では中間発表時に第1位を獲得。

## シングル収録曲
| 全編曲: 柴崎浩。 |                                          |           |           |       |
| #                | タイトル                                 | 作詞      | 作曲      | 時間  |
| 1.               | 「YURA YURA」                            | 上原大史  | 柴崎浩    | 4:14  |
| 2.               | 「MILLION MILES AWAY」(WANDS 第5期 ver.) | 上杉昇    | 木村真也  | 4:44  |
| 3.               | 「YURA YURA」(TV-SIZE ver.)              |           |           | 1:55  |
| 合計時間:        | 合計時間:                                | 合計時間: | 合計時間: | 10:53 |

| #         | タイトル                               | 作詞      | 作曲       | 編曲      | 時間 |
| --------- | -------------------------------------- | --------- | ---------- | --------- | ---- |
| 1.        | 「YURA YURA」                          |           |            |           | 4:14 |
| 2.        | 「Jumpin' Jack Boy」(WANDS 第5期 ver.) | 上杉昇    | 栗林誠一郎 | 柴崎浩    | 3:15 |
| 合計時間: | 合計時間:                              | 合計時間: | 合計時間:  | 合計時間: | 7:29 |

## チャート成績

### 週間チャート
| チャート (2021年)        | 最高位 |
| ------------------------ | ------ |
| 日本 (オリコンシングル)  | 9      |
| 日本 (Download Songs)    | 17     |
| 日本 (Hot Animation)     | 17     |
| 日本 (Top Singles Sales) | 11     |

### 月間チャート
| チャート (2021年)       | 最高位 |
| ----------------------- | ------ |
| 日本 (オリコンシングル) | 35     |

## 収録アルバム
- Version 5.0(#1、名探偵コナン盤#2)